# Жизнь продолжается
«Жизнь продолжается» (укр. «Життя триває») — пісня української співачки Тіни Кароль з її п'ятого студійного альбому «Помню». Як другий сингл випущений 19 вересня 2013 року.

## Опис
Українська співачка Тіна Кароль презентувала пісню з оптимістичною назвою "Жизнь продолжается". Сингл доступний для безкоштовного скачування на офіційному сайті Кароль. У нього увійшли сама пісня, ремікс radio edit і club edit, а також караоке-версія - ділитися з прихильниками оригінальними інструментальними фонограмами своїх пісень стало для співачки вже традицією. Це друга пісня співачки, яку вона представила слухачам після смерті свого чоловіка Євгенія Огіра.
Автором слів і музики, є  Влад Дарвін
Одночасно з виходом нової композиції, оголошено про концертний тур співачки. Нова сольна програма Тіни Кароль "Сила любові і голосу"

## Відеокліп
Прем'єра нового відеокліпа на пісню "Жизнь продолжается", відбулася 24 жовтня 2013 року на офіційному YouTube каналі виконавиці
Екранізація життєствердної пісні співачки переповнена символізмом і її особистою філософією, кожна людина може побачити зворушливу історію співачки. Режисером відеокліпа виступив Ярослав Пілунский, кліп, що раніше знімав для Тіни, до пісні "Помню". У новій відеороботі на пісню "Жизнь продолжается", співачка підкреслює, що її минуле завжди буде її сьогоденням. Тіна Кароль показує не просто кліп, вона показує свою особисту історію молодої крихкої дівчини з сильним серцем
У новій роботі Кароль все символічно: кінь, як образ життєлюбності і несломимого характеру співачки; вода, яка ніколи не змиває печаль; червона троянда у вогні, немов її любов спопеляє полум'ям туга. Містичний герой, який з'являється в кліпі всього на декілька секунд, втілює любов усього її життя, людини, яка залишається поряд з нею скрізь і у всьому. Він нерухомо спостерігає за тим, як співачка щосили намагається жити і співати без нього. Вона йде по життю вірячи в їх любов, любов після смерті
Кліп знімали на Міністерському озері два дні. Перед зйомками кліпу, Кароль брала уроки верхової їзди в кінному клубі

## Текст
Ты впервые так влюблён, неизбежно, неистово
Небесами исцелён, как в последнюю исповедь
Ты идёшь на свет мечты, что зависла над пропастью
Обезумев от весны, красоты и жестокости
Красоты и жестокости
Когда ты любишь...
Ты взлетаешь высоко и не слышишь никого
И забыв о всём святом, ты разбиваешься
Но едва открыв глаза, ты кричишь один в слезах
Неужели жизнь моя, жизнь продолжается
Неужели жизнь моя, жизнь продолжается
Неужели жизнь моя
Ты не можешь отличить горечь от сладости
То ли ангелы нежны, то ли без жалости
Ты не помнишь где твой дом, где всему есть прощение
Ты любовью ослеплён, ты в восхищении
Ты в восхищении

## Live виконання
2014 р. -"Жизнь продолжается" - Фільм "Сила любові та голоса"
2015 р. -"Жизнь продолжается" - музична вистава "Я все еще люблю"
2020 р. -"Жизнь продолжается" - Благодійний марафон "Ти не один" 

## Список композицій
| Digital download | Digital download                                            | Digital download |
| #                | Назва                                                       | Тривалість       |
| ---------------- | ----------------------------------------------------------- | ---------------- |
| 1.               | «Жизнь продолжается»                                        | 3:35             |
| 2.               | «Жизнь продолжается» (Max Creative & Andrew Rai Radio Edit) | 2:58             |
| 3.               | «Жизнь продолжается» (Instrumental)                         | 3:35             |
| 4.               | «Жизнь продолжается» (Max Creative & Andrew Rai Remix)      | 4:40             |

## Чарти
| Країна                                  | Найвища позиція |
| --------------------------------------- | --------------- |
| Україна (TopHit Український Топ-100)    | 15              |
| Україна (TopHit Київський Топ-100)      | 18              |
| Росія та СНД (TopHit Загальний Топ-100) | 140             |
| Росія та СНД (TopHit Загальний річний)  | 158             |

## Номінації і нагороди
| Рік  | Нагорода | Номінована робота    | Категорія      | Результат | Іс.    |
| ---- | -------- | -------------------- | -------------- | --------- | ------ |
| 2014 | «YUNA»   | «Жизнь продолжается» | Найкраща пісня | Номінація | [ 11 ] |